# Фрідріх I (великий герцог Баденський)
Фрідріх I (нім. Friedrich I.; 9 вересня 1826 — 28 вересня 1907) — 6-й великий герцог Баденський в 1856—1907 роках.

## Життєпис
Походив з династії Церінгенів. Другий син Леопольда, великого герцога Баденського, та Софії Гольштейн-Готторпської. Народився 1826 року в Карлсруе. Здобув гарну освіту. Потім з братом Людвігом здійснив поїздки до Нідерландів й північної Італії. У 1842—1843 роках разом з братом перебував у Відні. Фрідріх тут суттєво захворів. 1847 року став членом Першої палати Баденських постійних зборів.
1852 року через хворобу батько призначив Фрідріха головою уряду. Після сходження в тому ж році на трон його недієздатного брата Людвіга II призначається регентом. Невдовзі прусський король Фрідріх Вільгельм IV призначив його очільником Сьомого уланського Рейнського полку. 1853 року придбав острів Майнау на Боденському озері. 1854 року заснував художню школу великого герцога Баденського. 1856 року перебрав титул і владу в Бадені. Невдовзі одружився з представницею династії Гогенцоллернів.
З метою збереження внутрішньої згоди новий великий герцог дотримувався принципів конституційної монархії. Багато уваги приділяв розвитку економіки, сприяв перетворенню Мангайму на промисловий центр.
1860 року перевів шкільну систему з церквоного контролю під опіку держави. 1865 року перетворив політехнікум в Карсруе у Вищу технічну школу. У 1866 році під час пруссько-австрійської війни підтримав Пруссію. 1867 року увійшов до Північнонімецького союзу. 1869 року дозволив своїм підданим укладати цивільний шлюб.
1870 року брав участь у війні проти Франції. Був присутній при оголошенні Німецької імперії в Версалі. 1873 року за його наказом зведено велику будівлю бібліотеки в Карлсруе.
У 1881—1882 роках перехворів на тиф. У 1898 році прийняв Теодора Герцля, який займався агітацією і виступав за створення держави Ізраїль. 1902 року університет Карлсруе був названий ім'ям «Fridericiana». 1904 року було запроваджено таємне і пряме обрання до другої палати Баденського ландтагу. Помер 1907 року. Йому спадкував син Фрідріх.

## Родина
Дружина — Луїза, донька німецького імператора Вільгельма I Гогенцоллерна
Діти:
- Фрідріх (1857—1928) — 7-й великий герцог Бадену
- Вікторія (1862—1930) — дружина короля Швеції Густава V
- Людвіг Вільгельм (1865—1888) — одруженим не був, дітей не мав.

## Нагороди

### Німецька імперія

#### Велике герцогство Баденське
- Орден Вірності (Баден)
- Орден Військових заслуг Карла Фрідріха, великий хрест
- Орден Церінгенського лева, великий хрест
- Орден Бертольда I (29 квітня 1877) — засновник ордену.
- Пам'ятний хрест за кампанію 1870/71
- Хрест «За вислугу років» для офіцерів (25 років)

#### Прусське королівство
- Орден Чорного орла з ланцюгом
- Орден Червоного орла, великий хрест
- Королівський орден дому Гогенцоллернів, великий командор
- Князівський орден дому Гогенцоллернів, почесний хрест 1-го класу
- Залізний хрест 2-го класу
- Пам'ятна військова медаль за кампанію 1870-71
- Столітня медаль

#### Ганноверське королівство
- Орден Святого Георгія (Ганновер) (1855)
- Королівський гвельфський орден, великий хрест (1855)

#### Мекленбург
- Орден Вендської корони, великий хрест з ланцюгом
- Хрест «За військові заслуги» (Мекленбург-Шверін) 2-го і 1-го класу

#### Інші країни
- Орден Людвіга, великий хрест (Велике герцогство Гессенське; 24 вересня 1843)
- Орден дому Саксен-Ернестіне, великий хрест (вересень 1844)
- Орден Вюртемберзької корони, великий хрест (Вюртемберзьке королівство; 1846)
- Орден Заслуг герцога Петра-Фрідріха-Людвіга, великий хрест із золотою короною (Велике герцогство Ольденбурзьке; 17 травня 1852)
- Орден Святого Губерта (Баварське королівство; 1852)
- Орден Білого Сокола, великий хрест (Велике герцогство Саксен-Веймар-Айзенаське; 6 серпня 1853)
- Орден Рутової корони (Саксонське королівство; 1853)
- Орден Альберта Ведмедя, великий хрест (Ангальтське князівство; 1889)
- Орден Генріха Лева, великий хрест (Брауншвейг-Люнебурзьке герцогство)
- Медаль «За військові заслуги» (Ліппе)

### Австро-Угорщина
- Королівський угорський орден Святого Стефана, великий хрест (1849)
- Хрест «За вислугу років» (Австрія) 2-го класу для офіцерів (25 років)

### Нідерландське королівство
- Орден Золотого лева Нассау (червень 1860)
- Орден Віллема, великий хрест (17 липня 1878)
- Орден Нідерландського лева, великий хрест

### Італійське королівство
- Вищий орден Святого Благовіщення з ланцюгом (9 листопада 1864)
- Орден Святих Маврикія та Лазаря, великий хрест (9 листопада 1864)
- Орден Корони Італії, великий хрест (9 листопада 1864)
- Орден Святого Йосипа, великий хрест (Велике герцогство Тосканське)
- Орден Святого Фердинанда за заслуги, великий хрест (Королівство Обох Сицилій)

### Іспанія
- Орден Карлоса III, великий хрест (27 травня 1866)
- Орден Золотого руна з ланцюгом (грудень 1878)

### Шведсько-норвезька унія
- Орден Серафимів з ланцюгом (15 квітня 1877)
- Орден Святого Олафа, великий хрест (20 вересня 1881)
- Орден Вази, великий хрест з ланцюгом (1896)

### Румунське королівство
- Орден Кароля I, великий хрест з ланцюгом
- Орден Зірки Румунії, великий хрест

### Португальське королівство
- Потрійний орден, великий хрест
- Орден Вежі й Меча, великий хрест з ланцюгом

### Російська імперія
- Орден Андрія Первозванного із золотим ланцюгом
- Орден Святого Олександра Невського
- Орден Білого Орла
- Орден Святої Анни 1-го ступеня
- Георгіївський хрест 4-го ступеня

### Королівство Сербія
- Орден Мілоша Великого 1-го класу
- Орден Таковського хреста, великий хрест

### Інші країни
- Орден Леопольда I, великий ланцюг (Бельгія; 12 травня 1845)
- Орден Почесного легіону, великий хрест (Франція; вересень 1846)
- Орден Слона (Данія; 24 квітня 1877)
- Орден Королівського дому Чакрі з ланцюгом (Сіам; 5 жовтня 1897)
- Орден Хризантеми з ланцюгом (Японська імперія; 5 червня 1906)
- Орден Підв'язки (Британська імперія; 20 вересня 1906)
- Орден Південного Хреста, великий хрест (Бразилія)
- Орден Спасителя, великий хрест (Грецьке королівство)
- Орден Камехамехи I, великий хрест (Гавайське королівство)
- Орден Святого Карла (Монако), великий хрест
- Орден князя Данила I, великий хрест (Королівство Чорногорія)
- Орден дому Хусейнидів з діамантами (Туніс)